# Cremastocheilus pulvurulentus
Cremastocheilus pulvurulentus är en skalbaggsart som beskrevs av Mont A. Cazier 1940. Cremastocheilus pulvurulentus ingår i släktet Cremastocheilus och familjen Cetoniidae. Inga underarter finns listade i Catalogue of Life.